# Selenidioides hollandei
Selenidioides hollandei is een soort in de taxonomische indeling van de Myzozoa, een stam van microscopische parasitaire dieren. Het organisme komt uit het geslacht Selenidioides en behoort tot de familie Selenidioididae. Selenidioides hollandei werd in 1966 ontdekt door Vivier & Schrevel.